# Grmljavinska oluja
Grmljavinska oluja je lokalna pojava praćena jakom kišom, pljuskovima, grmljavinom i pojačanim vjetrom. Uzrokuje ju oblak kumulonimbus (Cb) koji može biti visok i preko 15 km. Obično traje kratko (do pola sata), no u određenim okolnostima može potrajati i nekoliko sati.
Superćelije su općenito najrjeđe i mogu biti najjače. Često su izolirane od drugih grmljavinskih oluja i mogu dominirati lokalnim vremenom do 32 kilometra udaljenosti. Obično traju 2-4 sata.
Grmljavinska oluja u Jugoistočnoj Europi 19. srpnja 2023. bila je najveća oluja, koja je Hrvatsku pogodila od sredine 19. stoljeća.